# 脳性麻痺
脳性麻痺（のうせいまひ、英: cerebral palsy, CP）とは、受精から生後4週までの間に、何らかの原因で生じた脳の損傷によって、運動および姿勢に異常が生じた状態。

## 概要
運動障害・肢体不自由者の発症要因の約7割が当症候群だとされる。遺伝子異常によるものや、生後4週以降に発症したもの、暫定的なもの、進行性のものは含まれない。

## 定義
脳性麻痺という疾病概念は、ごく軽症で日常生活活動 (activities ofdaily living; ADL)の障害がほとんどないものから、重度で全介助であるばかりか生命維持も危ぶまれるものまでを含む非常に包括的なものである。 また、医療・教育・福祉政策など、使われる分野によってもその意味合いが少しずつ異なる。
厚生省脳性麻痺研究班会議で定められた定義 (1968年)によれば、脳性麻痺とは、受胎から新生児期(生後4週間以内)までの間に生じた脳の非進行性病変に基づく、永続的なしかし変化しうる運動および姿勢の異常である。 その症状は満2歳までに発現する。 進行性疾患や一過性運動障害または将来正常化するであろうと思われる運動発達遅延は除外する。
2004年にアメリカメリーランド州Bethesdaで行われた国際ワークショップでは、脳性麻痺の言葉の意味するところは、運動と姿勢の発達の異常の1つの集まりを説明するものであり、活動の制限を引き起こすが、それは発生・発達しつつある胎児または乳児の脳の中で起こった非進行性の障害に起因すると考えられる。感覚、認知、コミュニケーション、それと/または行動、さらに/または発作性疾患が付け加わる。と定義されている。

## 原因
周産期仮死、低体重出生、核黄疸が挙げられ、脳障害の病因発生の時期に応じて、胎生期・周産期・出生後に分けられる。
また、近年、周産期医療が急激に発展してきたことにより、その病態、原因や発生率は変化してきた。
胎生期の原因
- 脳の発生の過程で問題が生じる脳形成異常
- 脳出血、虚血性脳障害、水頭症など
- 妊娠中の感染(TORCH症候群)
- 双胎間輸血症候群、子宮内胎児塞栓症候群など

周産期の原因
- 呼吸循環障害
- 胎児仮死
- 新生児仮死
- 核黄疸
- 脳室周囲白質軟化症（PVL）

出生後の原因
- 脳炎・髄膜炎
- 脳血管障害

## 対策
日本においては日本医療機能評価機構が実施する産科医療補償制度により分娩に関連して発症した重度脳性麻痺児に対する補償と原因分析をし将来の再発防止を行う制度がある。

## 分類

### 運動障害の性質による分類
アテトーゼ型
病巣は、大脳の運動神経系、錐体外路の大脳基底核。
- 特徴1 - 不随意運動がある。筋緊張の変動があり、一定の姿勢の保持や運動範囲のコントロールが困難。
- 特徴2 - 純粋のタイプでは 腱反射の亢進やバビンスキー反射など錐体路系の障害による病的反射は出現しない。原始反射・姿勢反射の消失異常あり。
- 特徴3 - 障害の程度にもよるが、一般的に関節拘縮は起こらない。しかし、筋緊張の亢進したタイプでは、筋緊張から痙直型と同じような拘縮が起る場合がある。
- 特徴4 - 顔面の不随意運動による言語障害が著明。発語、発声の運動障害・筋緊張の過度な動揺による運動の不安定性・協調性の困難さあり。
- さらにこれによる、咀嚼・嚥下障害及び流涎が比較的軽症の場合でも多く出現する。
- 特徴5 - 知的発達は正常を保たれることが多い。痙直型に比べると知的発達の遅れは少ない。
  - 特徴5' - 知的発達が正常である場合、本人の意欲と身体的運動能力が一致せず、身体が思い通りに動かないことに欲求不満を抱えがちである。
- 特徴6 - 感音性難聴を合併することも少なくない。

痙直型
病巣は、大脳の運動神経系の錐体路系。四肢の筋緊張の亢進を特徴とし、折りたたみナイフ現象が見られる。障害が現れる部位によって片麻痺、対麻痺、四肢麻痺、両麻痺などに分類される。視覚・認知障害、斜視を合併することが多い。
失調型
小脳もしくはその伝導路が損傷されたケースで四肢麻痺、震顫、バランスの悪さ、運動コントロールの不安定性、抑揚に乏しい単調なゆっくりとした話し方などを特徴とする。
固縮型
錐体路、錐体外路ともに障害があり、四肢麻痺が出現する。強固且つ持続的な筋緊張のため、関節の動きは歯車様となる。
混合型
痙直型とアテトーゼ型の症状を併せ持つケースなど同時に二つ以上のタイプが混合している状態を指す。
昔は、「アテトーゼ型」も多かったが、医療技術の進歩により、低出生体重児の生存が可能になったこともあり、「痙直型」が主体である。なお、アテトーゼ型では核黄疸、周生期仮死が原因であることが多い。
なお、「アテトーゼ型」は一時期、光線療法など核黄疸の治療技術の進歩によって減少したが、1990年代以降、低出生体重児の中に低ビリルビン血症や、脳室内（脳内）の出血によりこのタイプを呈するケースが現れ、再び増加の傾向にある。

### 運動障害(麻痺)の範囲による分類
単麻痺
：四肢のうち、どこか一肢のみに麻痺がある。
片麻痺
：左右どちらかの片側の上下肢に麻痺がある。
対麻痺
：両下肢のみに麻痺がある。
両麻痺
：四肢すべてに麻痺があり、上肢の障害が比較的軽いもの。通常は痙直型に出現する。首のすわりや言語・上肢機能が比較的良い場合が多い。
四肢麻痺
：四肢すべてに麻痺があり比較的重度のもの。各タイプに出現する。アテトーゼ型四肢麻痺では上肢より下肢の障害が軽いケースも少なくない。

## 合併症
- 知的障害
- てんかん
- 視覚障害
- 聴覚障害
- 摂食・嚥下障害
- 言語障害
- コミュニケーション障害
- 呼吸障害
- 消化器障害(胃食道逆流症、腸閉塞）
- 視覚や聴覚などの認知発達の障害
- 情緒・行動障害
- 骨格の変形(側弯、股関節脱臼など)

## 治療・対応
- 理学療法、作業療法、言語療法
- 薬物療法（筋弛緩薬：ジアゼパム、塩酸チザニジン、塩酸ペリゾン、エチゾラムなど）
- ボツリヌス療法、バクロフェン髄腔内投与など
- 小児科的治療(診断、全身管理、全体的な発達のチェック)
- 整形外科的治療（ギブス・装具作成、選択的緊張筋解離術などの手術）
- 脳外科的治療（選択的脊髄後根切除術）
- ポジショニング・姿勢（緊張の亢進を防ぐ、誤嚥や胃食道逆流の予防、呼吸障害対策）
- 日常生活の援助（経鼻胃管栄養・胃瘻、移動）
- 合併症の予防（肺炎、骨折など）

## 著名人
- クラウディウス - ローマ帝国第四代皇帝。
- 徳川家重 - 江戸幕府九代将軍。
- ビル・ポーター - アメリカ北西部のトップセールスマンになった人物。
- チーム・ホイト - さまざまなスポーツ大会に出場している、父ディック・ホイトと息子リック・ホイトの親子。
- 脳性マヒブラザーズ - 脳性麻痺のメンバー2名で組まれていたお笑いコンビ。
- 神戸浩 - 俳優。「学校II」にて日本アカデミー賞優秀助演男優賞受賞。
- 玉木幸則 - 著述家、テレビタレント、NHKバリバラ司会者。
- 杉村英孝 - ボッチャ個人BC2クラス（運動機能）の2020年東京パラリンピック金メダリスト。
- 熊谷晋一郎 - 小児科医。